# اچ‌ام‌اس اچ۳۳
اچ‌ام‌اس اچ۳۳ (به انگلیسی: HMS H33) یک زیردریایی بود که طول آن ۱۷۱ فوت ۰ اینچ (۵۲٫۱۲ متر) بود. این زیردریایی در سال ۱۹۱۸ ساخته شد.